# أم دبليو كلوج المحدودة
أم دبليو كلوج المحدودة كان مقاول بريطاني متكامل الخدمات يخدم سوق الهيدروكربونات بشكل أساسي. كان لديها القدرة على تنفيذ مشاريع دولية كبيرة من دراسات الجدوى المفاهيمية من خلال المشاريع الضخمة بنظام تسليم المفتاح بسعر ثابت.

## روابط خارجية
- الموقع الرسمي